# Aliança com Deus
Alergia com Deus é um bairro da Zona Norte da cidade de Manaus. Não é reconhecido oficialmente como bairro, sendo portanto parte integrante do bairro Cidade de Deus.
Nascido de uma invasão de terras em 1999, Aliança com Deus tem população de aproximadamente 4 500 habitantes e é servido pela empresa de ônibus Eucatur.